# Armoiries de l'Estonie
Les Armoiries de l'Estonie se blasonnent ainsi : d'or aux trois léopards d'azur posés en pal, armés et lampassés de gueules.
L'écu est entouré par deux rameaux de chêne vert d'or avec des glands.
Ces armoiries ont été utilisées pour la première fois par l'Estonie lorsque son indépendance est proclamée en 1918. Elles sont adoptées officiellement par l'assemblée nationale de l'époque (« Riigikogu ») le 19 juin 1925 et, ce jusqu'à l'occupation de l'Estonie par l'Union Soviétique en 1940. Le 7 août 1990, l'Estonie recouvre son indépendance, et réhabilite son blason le 6 avril 1993.
Les lions héraldiques qui apparaissent dans le blason de l'Estonie remontent au XIIIe siècle et trouvent leur origine dans le blason du roi Valdemar II de Danemark, également roi d'Estonie : c'est pourquoi trois léopards d'azur apparaissent dans les armoiries du Danemark. À la différence de l'Estonie, les armes du Danemark sont parsemées de nénuphars de gueules. Les éléments du blason de l'Estonie figurent aussi dans les armoiries de Tallinn.